# Acorralada
Acorralada (no Brasil: Acorrentada) é uma telenovela produzida pela Venevisión e exibida entre 15 de janeiro a 5 de outubro de 2007, em 187 capítulos.
A trama foi protagonizada por Alejandra Lazcano e David Zepeda, e antagonizada por Maritza Rodríguez, Jorge Luis Pila, Frances Ondiviela e Virna Flores.

## Exibição
Foi exibida em horário nobre no Brasil pela CNT, entre 5 de abril de 2010 a 29 de abril de 2011, sucedendo A Outra e sendo substituída por Dona Bárbara.
Está disponível completa e dublada  no serviço de streaming Prime Video desde 1º de outubro de 2019, também está disponível no serviço de streaming Vix desde 2021.
Foi exibida entre o primeiro semestre de 2022 e 24 de novembro do mesmo ano, de segunda a sexta-feira, inaugurando o horário das 20:00, com maratona aos finais de semana, sendo substituída no dia seguinte por Coração Apaixonado, através do serviço de streaming gratuito Samsung TV Plus, no canal 2138, o Novelíssima.
Foi exibida pela segunda vez pelo canal Novelíssima, entre 05 de dezembro de 2023 a 21 de agosto de 2024 , no horário das 19:00, substituindo A mulher perfeita e sendo substituída por O Amor Está Por Aí, um ano após a última exibição.
Está sendo exibida pela terceira vez pelo Novelissima desde 12 de agosto de 2025 substituindo Alma Indomável.
Outras mídias
Foi disponibilizada na íntegra pela plataforma de streaming gratuito +SBT desde 7 de novembro de 2024.

## Sinopse
Fedora Garcês, conhecida como "Gaivota", tinha uma vida perfeita, até que o marido de Otávia matou o seu marido. A fábrica de perfumes que Fedora tinha em sociedade 
com Otávia passou para esta quando ela a acusou do crime e fez sua irmã, Yolanda, mentir em depoimento contra a rival. As filhas de Fedora ficaram inicialmente a cuidado do bandido Alacrán. Ao encontrar a mendiga Miquelina, Alacrán lhe dá uma alta soma de dinheiro para sumir com as crianças Diana e Gaby e criá-las. Otávia acaba por matar o marido depois de conseguir o que queria. Miquelina se torna costureira para sustentar as "netas" e lhes diz que seus pais morreram.
Anos mais tarde, Fedora cumpre sua pena e passa a se apresentar numa boate como Gaivota novamente. Maximiliano é o jovem herdeiro da conceituada Fábrica de Perfumes Irazábal. Sua vida mudou para pior quando, numa festa na casa de um amigo chamado Geraldo, descobriu-o beijando sua mulher, Marión, a força. Geraldo atira em Maximiliano, mas atinge Marión na cabeça, e a mesma caiu desacordada na piscina. Dois anos depois, ele ainda não se entregou de verdade a nenhuma mulher, embora tenha como pretendente a decadente Camila, que espera recuperar sua posição social. Marión está num quarto da mansão, em estado vegetativo. O que Maximiliano não sabe é que sua irmã gêmea, Déborah, voltou a Miami se fazendo passar por ela e fingindo recuperação enquanto a verdadeira Marión é sequestrada.
Diana é enfermeira de um hospital e todos os pacientes gostam dela. Mas, ao resistir a uma tentativa de assédio do doutor Inácio, acaba queimando seu rosto e o mesmo cai do alto de uma escada. Diana acaba detida. Ela e Maximiliano se veem pela primeira vez no momento da prisão. Na prisão, ela conhece Gaivota, que está dormindo na cadeia após se envolver numa briga na boate, sem saber que se trata de sua própria mãe. Livre, Gaivota paga a fiança de Diana. Livre, Diana é demitida do hospital e passa a trabalhar na mansão da família Irazábal, como enfermeira para Dona Santa, uma velhinha de comportamento infantil, que ama sua coleção de bonecas. Maximiliano se surpreende, mas não tem certeza sobre onde a viu. A paixão de Maximiliano por Diana é imediata, mas Débora vai atrapalhar o romance dos dois.
A sonhadora e desajeitada Gabriela, irmã de Diana, trabalha como empregada na mansão. Ela cai de amores pelo filho de Otávia, o jovem Lary. Um dia, Lary decide repentinamente casar com Gabriela em Las Vegas sem que sua família saiba, só por causa de sua tristeza com sua noiva anterior, Pilar, que o havia deixado no altar. Depois de casado, ainda é surpreendido pela volta de Pilar a Miami com seu cúmplice Kike.
Diana e Maximiliano também se entregam ao amor, e logo Diana revela a ele que está grávida. Diana descobre uma traição de Maximiliano com sua ex, Camila, e termina casando com Diego, um homem que estava profundamente apaixonado por ela, mas Diana só o via como amigo. Após o casamento, André atira em Diego, deixando-o numa cadeira de rodas.
Marión fica aos cuidados de Isabel, a tia de André, que é marido de Déborah e cúmplice de Inácio. Marión vai para Houston receber tratamentos especiais, mas depois volta a Miami para reivindicar seu lugar de direito. Ela discute com Déborah, e essa a tranca em uma cabana. Também acaba aprisionando Diana lá. A partir daí Débora consegue trocar de lugar com Marión usurpando sua identidade, e ocupando seu lugar.
O plano inicial de Deborah é levar Marión para longe, para uma selva perigosa, presumidamente a Floresta Amazônica. O avião que levava Diana, Marión, André e Inácio cai, mas os quatro conseguiram sobreviver. André e Inácio acabam brigando, e André leva um tiro na perna. Em meio ao caos eles se separam. Diana, tentando correr, tropeçou batendo a cabeça e passa a sofrer de amnésia. Ela é encontrada inconsciente por um homem que trabalha em um convento na cidade. Os outros pensam que Diana está perdida, ou que ela esteja morta.
Longe dali em Miami aos pouco Diego tem uma melhora e começa a caminhar, finalmente ele consegue muito lentamente. Nesse tempo Maximiliano obtém informação suficiente para descobrir a localização de Diana na selva. Ele vai para o convento, e ali encontra Diana, que não estava totalmente curada de sua amnésia. Ele a tira do convento, e ambos voltam para Miami.
De volta à floresta, Inácio tenta afogar Marión, pensando em se vingar por sua fúria também agora é contra Déborah. O mesmo homem que encontrou Diana encontra Marión, prestes a morrer no rio. Uma vez também no convento, ela se disfarça como uma freira, André de volta a Miami tenta encontra-lá sem sucesso.
Déborah agora passa a correr risco por conta de Marión. Em um ato de vingança, Marión sequestra Déborah trancando ela em uma casa abandonada, e André acaba jogando gasolina em todo o ambiente, provocando um incêndio. Maximiliano, que estava cego no hospital depois de Déborah (fingindo ser Marión) ter-lhe jogado um ácido nos olhos, tem uma visão em um sonho de uma mulher que parecia Marión, mas não era ela, gritando por socorro. Lary se torna um galã da Venevision, o que atiça ainda mais a cobiça de Pilar, que disse estar grávida do moço. Numa discussão com Gaby num shopping, Pilar caiu na escada rolante e teria sofrido um aborto, acusando a rival. Mas Lary ouviu toda a verdade numa conversa de Pilar e Kike e a desmascarou.
André tenta mais uma vez estuprar Gaby, que o mata em legítima defesa. Gaivota assume a culpa para livrar a filha, e é aí que a maternidade é revelada a Gaby e só depois a Diana. Pouco depois, Gaby acaba assumindo sua culpa.
Bruna, enlouquecida e manipulada por Marión, sequestra Max Jr. pensando se tratar de Déborah e a entrega a suas duas amigas para depois ter um infarto e uma longa agonia no único hospital da novela. Embora recobre o juízo, não revela nada para punir Diana por ter entrado no caminho de suas filhas. Gaivota reencontra Rodrigo, bonito e desimpedido advogado, e pede para ele trabalhar no caso de Gaby. O mesmo consegue mantê-la fora da cadeia, mas não consegue protegê-la de sua filha, a vilã Sharon, que vai atrapalhar, e muito, o romance de Gaby e Lary. Já Fiona, ex de Max, volta para tentar reconquistá-lo. E Gaby se casará com Kike para agradar Fedora, fugindo logo depois com Lary, mas voltando como se nada tivesse acontecido.
Diego sequestra Max e obriga Diana a mentir que se deitou com ele. Mal é libertado, Max se mete em outra fria: Inácio lhe aplica uma injeção que o faz enlouquecer de uma hora para outra e consegue metê-lo num hospício, onde a inescrupulosa Samanta "Veneno" é a enfermeira que vai dificultar a vida dele. Diana enfrenta a mãe e se torna enfermeira do hospital. Max lhe diz que amava Diana, mas não a reconhece e resolve chamá-la de Azucena. O mocinho ganha um amigo: Pedro, um velho milionário que foi internado por sua família para que pudessem dispor à vontade de sua fortuna. O hospício pega fogo, Max é dado como morto e um ano depois ressurge com nova identidade: Alessandro Salvatierra. E mais mortes: enquanto Paola (irmã de Maximiliano e Lary) morre atropelada, Fiona é enterrada viva pelos agora cúmplices Diego e Marión.
Marión se casa com Pedro. Déborah morre num assalto, e Kike também é morto pela polícia tempo depois. Camila é condenada por tentativa de homicídio e recebe uma companheira de cela: Yolanda. Fedora, que estava paralítica, e Otávia marcam um último encontro às margens de uma ferrovia. Inácio aparece e dá uma facada em Otávia, que cambaleia, fica com os pés presos na linha do trem e morre atropelada em frente a Fedora, Inácio e Max, que acaba de chegar com Diana. Na prisão, Yolanda tem um pressentimento e grita o nome da irmã.
Ao saber que Marión pretende matá-lo envenenado, Pedro troca as taças com a esposa e é ela quem morre, sendo levada para o inferno por Déborah. Diego e Max também marcam um último encontro, onde o primeiro tenta fugir nadando e é morto por um tubarão. Sharon foge do hospício e põe fogo num quarto da mansão com Gaivota dentro. A mesma é salva a tempo e volta a andar, enquanto Sharon volta para o hospício. Emilio e Caramelo se casam. Pancho termina livre e dando mais golpes. Yolanda cumpre um ano de prisão e é libertada a tempo de ver o casamento duplo dos protagonistas. Gaivota e Rodrigo, Diana e Maximiliano, Lary e Gaby confraternizam com seus bebês na sala da mansão Irazábal. Nesse enredo absolutamente todos estiveram acorrentados em amores impossíveis. FIM.

## Elenco
- Alejandra Lazcano … Diana Soriano de Irazábal / Azucena
- David Zepeda … Maximiliano Irazábal / Alessandro Salvatierra
- Maritza Rodríguez … Marión Mondragón de Irazábal "Marfil" / Déborah Mondragón de Dávila
- Sonya Smith … Fedora Garcês / Gaivota (Gaviota)
- Willian Levy … Lary Irazábal (no original Larry)
- Jorge Luis Pila … Diego Suárez
- Frances Ondiviela … Otávia Alarcón de Irazábal / Alicia
- Elizabeth Gutiérrez … Paola Irazábal
- Mariana Torres … Gabriela Soriano de Irazábal "Gaby"
- Roberto Mateos … Francisco Vázquez "Paco"
- Héctor Soberón … Horácio Irazábal
- Ofelia Cano … Yolanda Alarcón
- Virna Flores … Camila Linares
- Yül Burkle … André Dávila (no original Andrés)
- Alicia Plaza … Bruna Pérez
- Maritza Bustamante … Caramelo Vázquez
- Orlando Fundichely … Inácio Montiel
- Julián Gil … Francisco Suárez "Pancho" (no original Pancholón)
- Paulo Quevedo … René Romero
- Gretel Trujillo … Isabel
- Nelida Ponce … Miquelina Soriano
- Bernie Paz … Rodrigo
- Eduardo Linares … Francisco Irazábal
- Valentina Bove … Sharon
- Raúl Olivo … Emílio Linares
- Juan Vidal … Kike
- Diana Osorio … Pilar
- Mariana Huerdo … Silvinha
- Mardi Monge … Virgínia
- Julio Capote … Lourenço
- Kothan … Geraldo
- Andrés Mistage … Jorge
- Griselda Noguera … Lala Suárez
- Claudia Reyes … Fiona Valente
- Sandra García … Samanta Veneno
- Liannet Borrego … Nancy
- Gonzalo Vivanco … Eduardo
- Sebastián Ligarde … Borges